# Naoko Kawatama
Naoko Kawamata es un personaje ficticio dentro de la serie de películas de The Grudge, es la hermana menor de Kayako Saeki y la hija de Nakagawa Kawamata. Aparece en The Grudge 3, la tercera parte del remake de la cinta japonesa  Ju-on: The Grudge. 
Ella vivía en Japón, cuando vio en un diario que un niño llamado Jake fue asesinado, se da cuenta de que la maldición de su hermana es la causante, decide viajar a Chicago para detenerla. En Chicago se conoce a Lisa, Rose y Max. Ella está interesada en alquilar un apartamento, pero más tarde se da cuenta de que la maldición está instalada en ese lugar. Ella intenta convencer a Lisa y Rose de realizar una ceremonia para destruir la maldición pero ellas piensan que es una locura y que no tienen que ver nada en esto. Pero cuando Max llega y poseído por la maldición e interrumpe la ceremonia, Lisa aceptó. Max poseído mata a Naoko. Rose bebe la sangre de Kayako para salvar la vida de Lisa. Cuando Max se da cuenta de lo que ha hecho y la maldición deja de poseerlo. Se arrincona en una pared sintiéndose culpable de lo que ha hecho. Más tarde Naoko aparece como una  
Onryō y mata a Max.